# 名父巴魯
名父巴魯（日语：ロジャーバローズ），是日本純種競賽馬匹。生涯活躍於中距離賽事，曾勝出2019年東京優駿（日本打吡）。

## 出賽前
2016年1月24日出生於北海道新日高町飛野牧場，於拍賣會中被馬主豬熊廣次以8424萬日圓購入。
其後原定交由栗東訓練中心練馬師角居勝彥訓練，然而即將進入馬房訓練時角居因酒駕被停止練馬師職務，因而進入同屬栗東訓練中心的中竹和也馬房。

## 競賽生涯

### 2歲
8月18日出戰新潟競馬場2歲新馬戰，於戶崎圭太的策騎下成功由直路輕鬆衝出，最終以1 1/4馬位優勢取得首勝。
其後出戰條件戰紫菊賞，於其中採取先行戰術下敗於唯有讚譽得第二。

### 3歲
2019年年初以條件戰鬥福壽草特別作爲首戰，於其中處於先頭部隊並穩定推進，進入直路後成功保持速度，最終以2馬位輕鬆壓贏對手。
賽後因原定之練馬師角居勝彥被日本中央競馬會恢復職務，因而被轉移至角居馬房。
3月17日出戰春季錦標，然而受到長途運輸而狀態不佳下未能發揮實力，最終以第七落敗。
其後出戰京都新聞盃，比賽初段隨即搶佔位置進行領放，並嘗試於直路上繼續加速以求一放到底，可惜於最後關頭被怡樂赤駿超越，以頸位憾負。
5月26日出戰陪同廄侶農神節慶出戰東京優駿，由於其此前僅勝出條件戰級別的賽事，因而獲得第十二人氣。比賽開始後，前方率先帶出的Lion Lion進行快放並做出前1000米57.8秒的超快步速，而名父巴魯則以自身的節奏於第二名穩定追走。進入直路後，其隨即輕鬆超越前方領放但力弱的Lion Lion，後續以餘力保持速度下繼續衝刺，最終成功抵擋野田賢君及好快手的追擊，最終以頸位優勢及破紀錄的2分22.6秒時間爆冷贏得首個一級賽冠軍，亦爲騎師濱中俊帶來首個打吡優勝。
贏得打吡後陣營宣佈安排其遠征法國並以凱旋門大賽爲目標，因而進入放草並於7月19日返回馬房訓練。然而8月6日其於訓練後被發現步伐有異，接受超聲波檢查後確認爲右前腳患有肌腱炎，加上其父系大震撼於稍早前死亡，因而陣營於考慮後決定安排其退役入種，作爲週日寧靜-大震撼系血統的後繼配種馬之用。

### 詳細賽績
| 日期       | 舉辦國家 | 馬場 | 距離   | 級別 | 賽事名稱   | 負重 | 騎師     | 馬號 | 出馬 | 名次 | 時間   | 頭馬（二馬）       |
| ---------- | -------- | ---- | ------ | ---- | ---------- | ---- | -------- | ---- | ---- | ---- | ------ | ------------------ |
| 18/8/2018  | 日本     | 新潟 | 草2000 |      | 2歲新馬    | 54   | 戶崎圭太 | 2    | 14   | 1    | 2:02.5 | （Point of Honor） |
| 14/10/2018 | 日本     | 京都 | 草2000 |      | 紫菊賞     | 55   | 戶崎圭太 | 4    | 7    | 2    | 2:01.0 | 唯有讚譽           |
| 5/1/2019   | 日本     | 京都 | 草2000 |      | 福壽草特别 | 56   | 松山弘平 | 4    | 6    | 1    | 2:02.4 | （Hagino Upload）  |
| 17/3/2019  | 日本     | 中山 | 草1800 | GII  | 春季錦標   | 56   | 川田將雅 | 15   | 16   | 7    | 1:48.2 | Emeral Fight       |
| 4/5/2019   | 日本     | 京都 | 草2200 | GII  | 京都新聞盃 | 56   | 濱中俊   | 3    | 14   | 2    | 2:11.9 | 怡樂赤駿           |
| 26/5/2019  | 日本     | 東京 | 草2400 | GI   | 東京優駿   | 57   | 濱中俊   | 1    | 18   | 1    | 2:22.6 | （野田賢君）       |

## 退役後
退役後，名父巴魯成爲了配種馬，於北海道新日高町Arrow Stud休養，於2020年進行配種，間中亦會前往北海道浦河町East Stud穿梭配種，首批子嗣於2021年出生。首批子嗣可於2023年出賽，7月16日經已有中央的子嗣在未勝利戰取勝。
2024年6月25日，其於休養地突然死亡，享年8歲。

## 血統簡介
父系大震撼爲日本賽駒，爲日本賽馬史上第二匹無敗三冠馬，生涯出戰十四場賽事僅得兩場未能勝出，退役後配種成績亦極爲優秀。祖父週日寧靜是美國三冠賽雙冠馬，退役後在日本配種，在日本馬壇相當成功，贏得多項分級賽事，其子嗣贏得巨額獎金。
母系Little Book爲英國賽駒，生涯十戰全敗。外祖父歌劇作家爲美國出生的阿聯酋賽駒，生涯戰績優秀，曾勝出一級賽傑克莫華大賽及隆尚磨坊大賽。

### 血統表
| 父線：週日寧靜系（Halo系）                 |                                  |                   |                 |
| 種馬 大震撼 2002年（棗色）                 | 週日寧靜 1986年（棕色）          | Halo              | Hail to Reason  |
| 種馬 大震撼 2002年（棗色）                 | 週日寧靜 1986年（棕色）          | Halo              | Cosmah          |
| 種馬 大震撼 2002年（棗色）                 | 週日寧靜 1986年（棕色）          | Wishing Well      | Understanding   |
| 種馬 大震撼 2002年（棗色）                 | 週日寧靜 1986年（棕色）          | Wishing Well      | Mountain Flower |
| 種馬 大震撼 2002年（棗色）                 | 風中秀髮 1991年（棗色）          | Alzao             | 利法爾          |
| 種馬 大震撼 2002年（棗色）                 | 風中秀髮 1991年（棗色）          | Alzao             | Lady Rebecca    |
| 種馬 大震撼 2002年（棗色）                 | 風中秀髮 1991年（棗色）          | Burghclere        | Busted          |
| 種馬 大震撼 2002年（棗色）                 | 風中秀髮 1991年（棗色）          | Burghclere        | Highclere       |
| 繁殖雌馬 Little Book 2008年（棗色）        | 歌劇作家 2002年（棗色）          | 單色              | 北地舞人        |
| 繁殖雌馬 Little Book 2008年（棗色）        | 歌劇作家 2002年（棗色）          | 單色              | Pas de Nom      |
| 繁殖雌馬 Little Book 2008年（棗色）        | 歌劇作家 2002年（棗色）          | Mysterial         | 聲稱            |
| 繁殖雌馬 Little Book 2008年（棗色）        | 歌劇作家 2002年（棗色）          | Mysterial         | Mysteries       |
| 繁殖雌馬 Little Book 2008年（棗色）        | Cal Normas's Lady 1988年（棗色） | Lyphard's Special | 利法爾          |
| 繁殖雌馬 Little Book 2008年（棗色）        | Cal Normas's Lady 1988年（棗色） | Lyphard's Special | My Bupers       |
| 繁殖雌馬 Little Book 2008年（棗色）        | Cal Normas's Lady 1988年（棗色） | June Darling      | Junius          |
| 繁殖雌馬 Little Book 2008年（棗色）        | Cal Normas's Lady 1988年（棗色） | June Darling      | Beau Darling    |
| 雌系：號族：16-f                           |                                  |                   |                 |
| 五代內近親交配：利法爾 4×4、北地舞人 5×4×5 |                                  |                   |                 |

## 命名由來
名字中，Roger（ロジャー）是歐美常見人名，Barows（バローズ）則是馬主豬熊廣次之冠名，出自其所經營的Barows Co.，香港對冠名部分取音譯，兼且加以聯想，翻譯为「名父巴魯」。

## 外部連結
- 名父巴魯 netkeiba.com （页面存档备份，存于）
- 血統表